# Emerus marginatus
Emerus marginatus là một loài thực vật có hoa trong họ Đậu. Loài này được (Benth.) Lindm. mô tả khoa học đầu tiên năm 1898.